# Baltasar Porcel i Pujol
Baltasar Porcel i Pujol (Andratx, Mallorca, 14 de març de 1937 – Barcelona, 1 de juliol de 2009) fou un escriptor, periodista i crític literari mallorquí. Vital, lliure i polèmic, deixà un important llegat literari, que l'acredità com un dels millors novel·listes de les lletres catalanes de la segona meitat del segle xx.

## Biografia
Va néixer el 14 de març de 1937 a la població d'Andratx (Mallorca), situada a la serra de Tramuntana mallorquina. Com a escriptor, va publicar molts títols de tots els gèneres en català, obres que s'han traduït al castellà, l'alemany, l'anglès, el francès, l'italià i el vietnamita, a més d'obtenir un bon nombre de premis literaris.
Com a periodista va col·laborar en diversos mitjans: La Vanguardia, Última Hora i Catalunya Ràdio. Va impulsar i presidir l'Institut Català de la Mediterrània entre 1989 i l'any 2000, organisme fundat per ell a instàncies de la Generalitat de Catalunya. Des de 1989 fins a la seva mort fou el president del jurat del Premi Internacional Catalunya.
Morí l'1 de juliol de 2009 a l'Hospital Clínic de Barcelona, a l'edat de 72 anys, a conseqüència d'un tumor cerebral del qual havia estat operat tres anys abans. La capella ardent s'obrí a les deu del matí del divendres 3 de juliol al Palau Moja de Barcelona. Un miler de persones passaren per la capella ardent. Un cop tancada la capella les seves despulles foren traslladades a Mallorca on rebé l'homenatge de les autoritats mallorquines i fou sepultat a la seva vila natal d'Andratx.

## Obra
Va ser autor d'una vasta obra de gèneres molt diversos, entre els quals van destacar especialment la narrativa i els articles periodístics. Porcel es va iniciar en l'escriptura en les dècades de 1960 i 1970 amb Solnegre, La lluna i el Cala Llamp, Els argonautes, Difunts sota els ametllers en flor i Cavalls cap a la fosca. Va ser l'aurora del cicle mític d'Andratx, l'univers màgic, poètic i alhora realista del món rural i mariner balear. La recreació mítica i aventurera d'un món marcat pel fatalisme, per una naturalesa omnipresent i cohesionat per uns llaços familiars sempre determinants, s'inspirava en la Mallorca dels anys de la postguerra i configura la part més original de l'obra de l'autor.
Porcel no va abandonar l'univers íntim mallorquí, que es pot palpar a Les primaveres i les tardors i a El cor del senglar, però a partir de la dècada de 1980 la seva narrativa va esdevenir més polifacètica i ambiciosa. Li van interessar temes més cosmopolites i va ampliar la temàtica. La realitat sociopolítica catalana i espanyola i els esdeveniments més rellevants de l'actualitat internacional, que en força casos Porcel va conèixer de primera mà a causa de nombrosos viatges arreu del món, van diversificar el repertori i alhora li van revelar nous horitzons creatius, com la descoberta i la fascinació pel continent africà, que va marcar la trajectòria de l'autor.
Les pomes d'or, Els dies immortals, Lola i els peixos morts, Ulisses a alta mar, Olympia a mitjanit i el recull de contes Reivindicació de la vídua Txing són obres que van reflectir aquells nous interessos. I, en una visió retrospectiva de la seva obra, es pot afirmar que el conjunt de relats contemporanis de Porcel des de final de la dècada de 1980 (amb El divorci de Berta Barca i, especialment, des de Lola i els peixos morts) va formar una unitat dins la producció de l'autor comparable, en quantitat, a les narracions del mite d'Andratx. Un conjunt de narracions, les darreres, amb novel·les de temes actuals, amb apunts costumistes i un llenguatge contundent i vigorós. El 2009, a títol pòstum, es va publicar un capítol de la novel·la inacabada Els gegants.
Porcel va ser un dels autors més destacats de la literatura catalana. Les seves obres encara són traduïdes i van rebre prestigiosos premis. A més, l'escriptor no es va limitar a la narrativa de ficció. Va ser, sens dubte, un home infatigable que va escriure obres d'investigació i divulgació, biografies, estudis literaris, llibres de viatges, obres de teatre i guions televisius. Tot a més de la seva intensa activitat en el camp del periodisme, a la premsa escrita, a la ràdio i a la televisió.
Porcel va col·laborar, amb remarcables entrevistes a personatges importants de la societat catalana i espanyola, a les revistes Serra d'Or i Destino i, des de la dècada de 1980, va treballar com a columnista al diari La Vanguardia. L'entrevista en profunditat i l'article d'opinió van ser, doncs, altres facetes de l'escriptor, que ens apropen al Porcel més reflexiu i analític, creador d'un estil periodístic personal. Novel·la i periodisme, els dos gèneres més destacats en l'obra de Porcel, semblen comunicar-se en la voluntat de fixar una mateixa realitat amb dos llenguatges diferents i en l'intercanvi de temes i d'impressions.
Entre les influències literàries en l'obra de Baltasar Porcel, va destacar especialment el mestratge de l'estil periodístic i literari de Josep Pla (que Porcel va conèixer i entrevistar) com a herència notable de la trajectòria periodística inicial, i també la figura de Llorenç Villalonga, l'escriptor mallorquí amb qui Porcel va tenir una estreta relació quan va traslladar-se a viure a Palma. També s'hi poden rastrejar altres influències, com les dels autors realistes castellans i italians de la dècada de 1950 o la dels narradors nord-americans de l'anomenada «generació perduda», i altres mestres de la literatura universal com Flaubert o Baroja, reivindicats per l'autor andratxí.
El vigorós univers narratiu porcel·lià, inscrit en aquesta tradició literària, recrea unes històries que fluctuen entre la realitat i la ficció, entre la mitificació i el detall realista, en què la presència d'elements lírics i la voluntat explícita de dotar d'emoció el text configuren una narrativa amb una gran força sensual i unes descripcions magistrals que esdevenen el mirall de les passions humanes.
Com a reconeixement a la seva obra, Porcel va rebre els premis més importants de la literatura catalana (a més d'altres guardons internacionals), com el Ciutat de Palma, el Crítica Serra d'Or, el Josep Pla, el Prudenci Bertrana, el Sant Jordi, el Joan Crexells o el Ramon Llull. L'any 2007, li van atorgar el Premi d'Honor de les Lletres Catalanes, en reconeixement de la seva narrativa i al compromís amb la llengua i la literatura catalanes. Pel seu articulisme va rebre els premis Ramón Godó, el Mariano de Cavia i el Espejo de España. També va obtenir a Itàlia el premi Bocaccio, a França el Prix Méditerranée i dels Estats Units el Critics' Choice.
Pel que fa a l'activitat en l'àmbit sociopolític, Porcel va fundar i dirigir l'Institut Català de la Mediterrània l'any 1989 (des del 2002 Institut Europeu de la Mediterrània), un projecte de contribució a l'estudi i la difusió de les realitats de l'àrea mediterrània i un reflex del compromís de l'autor amb el Mediterrani, un motiu recurrent de la seva obra, reflectit ben clarament en l'ambiciosa 'Mediterrània. Onatges tumultuosos'. També va ser president del Premi Internacional Catalunya, atorgat per la Generalitat a les persones que han contribuït a desenvolupar els valors culturals, científics i humans arreu del món.

## Publicacions

### Novel·la
- 1961: Solnegre
- 1963: La lluna i el Cala Llamp
- 1965: Els escorpins
- 1968: Els argonautes
- 1970: Difunts sota els ametllers en flor
- 1975: Cavalls cap a la fosca
- 1980: Les pomes d'or
- 1984: Els dies immortals
- 1986: Les primaveres i les tardors
- 1989: El divorci de Berta Barca
- 1994: Lola i els peixos morts
- 1997: Ulisses a alta mar
- 2000: El cor del senglar
- 2001: L'emperador o l'ull del vent
- 2004: Olympia a mitjanit
- 2008: Cada castell i totes les ombres

### Prosa no de ficció
- 1967: Viatge literari a Mallorca
- 1967: Arran de mar
- 1968: Viatge a les Balears menors
- 1969: Els xuetes
- 1969: Exercicis més o menys espirituals
- 1973: Debat català
- 1977: Jordi Pujol
- 1977: Diàlegs
- 1987: Els meus inèdits de Llorenç Villalonga
- 1990: A totes les illes
- 1993: Camprodon. Una vall del Pirineu.

#### Entrevistes
- 1965: L'"homenot" Josep Pla[8]
- 1978: La revuelta permanente
- 2003: L'àguila daurada

#### Retrats literaris
- 1972: Grans catalans d'ara
- 2002: El drama i la mar. Entrevista amb Jacint Verdaguer.

#### Viatges
- 1971: Crònica d'atabalades navegacions
- 1977: Camins i ombres
- 1984: Les illes encantades
- 1996: Mediterrània. Onatges tumultuosos.

### Narrativa breu
- 1979: Reivindicació de la vídua Txing
- 1982: El misteri de l'alzinar i altres contes
- 1984: Tots els contes
- 2002: Les maniobres de l'amor: Tots els contes, 1958-2001

### Teatre
- 1959: Els condemnats[9]
- 1962: La simbomba fosca
- 1965: Teatre
- 1981: Els dolços murmuris del mar

### Obres completes
- 1991-1997: Obres completes (7 volums)

### Teatre representat
- 1960: Els condemnats. València: Teatre Estudi.
- 1962: La simbomba fosca. Companyia Agrupació Dramàtica de Barcelona.
- 1962: Èxode. Barcelona: Companyia Teatre Experimental Català.
- 1965: El general. Grup Sis x Set: Terrassa.
- 1965: Romanç de cec. Grup Sis x Set: Terrassa.

### Guions de ficció difosos
- El món en català. Televisió.
- L'espai de Baltasar Porcel. Televisió.
- Una nit d'estiu. Televisió.
- L'entrevista impossible, Jacint Verdaguer. Televisió.

### Obra escrita originalment en altres llengües
- 1989: Baleares
- 1994: Viajes expectantes. De Marrakech a Pekín.
- 2004: Geografías expectantes

## Premis i reconeixements
Al llarg de la seva carrera ha guanyat molts premis literaris:
- 1958:  Premi Ciutat de Palma de teatre per Els condemnats
- 1960: Ciutat de Palma de novel·la per Solnegre
- 1961: Premi Joan Santamaria (teatre) per La simbomba fosca
- 1968: Premi Crítica Serra d'Or de prosa de no-ficció per Arran de mar
- 1969: Josep Pla per Difunts sota els ametllers en flor
- 1969: Premi Crítica Serra d'Or de novel·la per Els argonautes
- 1971: Premi Crítica Serra d'Or de contes per Difunts sota els ametllers en flor
- 1975: Prudenci Bertrana per Cavalls cap a la fosca
- 1976: Premi Crítica Serra d'Or de novel·la per Cavalls cap a la fosca
- 1976: Premi de la Crítica de narrativa catalana per Cavalls cap a la fosca
- 1978: Premi Espejo de España per La revuelta permanente.
- 1986: Sant Jordi per Les primaveres i les tardors
- 1987: Premi de la Generalitat de Catalunya de Creació Literària per Les primaveres i les tardors
- 1987: Joan Crexells per Les primaveres i les tardors
- 1997: Prudenci Bertrana per Ulisses a alta mar
- 2000: Premi de la Crítica per El cor del senglar
- 2001: Ramon Llull per L'emperador o l'ull del vent
- 2001: Joan Crexells per El cor del senglar
- 2002: Lletra d'Or per L'emperador o l'ull del vent
- 2002: Premi Crítica Serra d'Or de novel·la per L'emperador o l'ull del vent
- 2002: Nacional de literatura per L'emperador o l'ull del vent
- 2005: Premi Crítica Serra d'Or de novel·la per Olympia a mitjanit
- 2005: Premi Salambó per Olympia a mitjanit
- 2007: Premi d'Honor de les Lletres Catalanes
- 2008: Sant Joan per Cada castell i totes les ombres

## Llegat
El seu fons documental, format per centenars de documents, galerades, llibres corregits a mà, correspondència i escrits originals i a màquina, es conservarà a l'Arxiu Nacional de Catalunya. Andratx, el poble natal de Baltasar Porcel, construirà un centre d'estudi i divulgació de la seva obra.